# Нитрид иттербия
Нитрид иттербия — бинарное неорганическое соединение
иттербия и азота с формулой YbN,
тёмные кристаллы.

## Получение
- Реакция гидрида иттербия и аммиака:

{\displaystyle {\mathsf {2YbH_{2}+2NH_{3}\ {\xrightarrow {800^{o}C}}\ 2YbN+5H_{2}}}}
- Реакция иттербия и азота с примесью водорода под давлением:

{\displaystyle {\mathsf {2Yb+N_{2}\ {\xrightarrow {500-600^{o}C}}\ 2YbN}}}

## Физические свойства
Нитрид иттербия образует тёмные кристаллы
кубической сингонии,
пространственная группа F m3m,
параметры ячейки a = 0,4786 нм, Z = 4.